# Траян Севулеску
Траян Севулеску (рум. Traian Săvulescu; *2 лютого 1889, Римник, Румунія — †29 березня 1963, Бухарест Румунія) — румунський ботанік, міколог, фітопатолог, державний діяч і член Румунської академії наук (1938-1963), її президент (1948-1963) і почесний президент (1960-1963).

## Біографія
Народився 2 лютого 1889 в місті Римник. Незабаром переїхав до Бухареста і вступив до Бухарестського університету, який він закінчив у 1912. У 1919 Севулеску обіймає посаду професора вищої сільськогосподарської школи в Бухаресті і пропрацював на цій посаді 39 років. У 1948 обіймає посаду професора Бухарестського університету і пропрацював на цій посаді до самої смерті. Одночасно з цим з 1946 до 1948 займає почесні державні посади — заступник міністра сільського господарства Румунії, потім міністр сільського господарства Румунії, трохи пізніше — Голова Ради Міністрів Румунії. З 1948 до смерті також обіймав посаду директора інституту агрономічних досліджень Румунської Академії наук.
Помер 29 березня 1963 в Бухаресті.

## Особисте життя
Дружина — Аліса Севулеску (рум. Alice Săvulescu; 1905-1970) — в майбутньому міколог і фітопатолог.

## Наукові роботи
Основні наукові роботи присвячені дослідженню мікрофлори Румунії і хвороб культурних рослин. Севулеску відомий роботами з систематики покритонасінних і геоботаніки, а також заснував румунську школу мікологів і фітопатологів.

## Наукові праці та література
- Севулеску Траян. Щорічні огляди поширення хвороб рослин в Румунії, 1929.
- Flora Republicii Populare Române (1952-1957 — Перші п'ять томів). Траян Севулеску вказаний як головний редактор у всіх 13 томах цієї праці (1952-1976).

## Членство в спільнотах
- Член Угорської Академії наук.
- Член Німецької Академії наук.